# Thyana sumptuosa
Thyana sumptuosa är en fjärilsart som beskrevs av Paul Dognin 1923. Thyana sumptuosa ingår i släktet Thyana och familjen tandspinnare. Inga underarter finns listade i Catalogue of Life.